# La Salvetat-Belmontet
Pour les articles homonymes, voir La Salvetat.
La Salvetat-Belmontet est une commune française située dans le sud-est du département de Tarn-et-Garonne, en région Occitanie. Sur le plan historique et culturel, la commune est dans le Pays Montalbanais, correspondant à la partie méridionale du Quercy.
Exposée à un climat océanique altéré, elle est drainée par le Tescounet et par divers autres petits cours d'eau.
La Salvetat-Belmontet est une commune rurale qui compte 967 habitants en 2022, après avoir connu une forte hausse de la population depuis 1975.  Elle fait partie de l'aire d'attraction de Montauban. Ses habitants sont appelés les Salvimontois ou  Salvimontoises.

## Géographie

### Localisation
Commune de l'aire d'attraction de Montauban située dans le Quercy. Elle est limitrophe du département du Tarn.

### Communes limitrophes
La Salvetat-Belmontet est limitrophe de cinq autres communes dont une dans le Tarn.
Les communes limitrophes sont  Génébrières, Monclar-de-Quercy, Montdurausse, Saint-Nauphary et Verlhac-Tescou.
|                | Génébrières           |                     |
| Saint-Nauphary | La Salvetat-Belmontet | Monclar-de-Quercy   |
|                | Verlhac-Tescou        | Montdurausse (Tarn) |

### Géologie et relief
La superficie de la commune est de 1 863 hectares ; son altitude varie de 113  à   222 mètres.

### Hydrographie

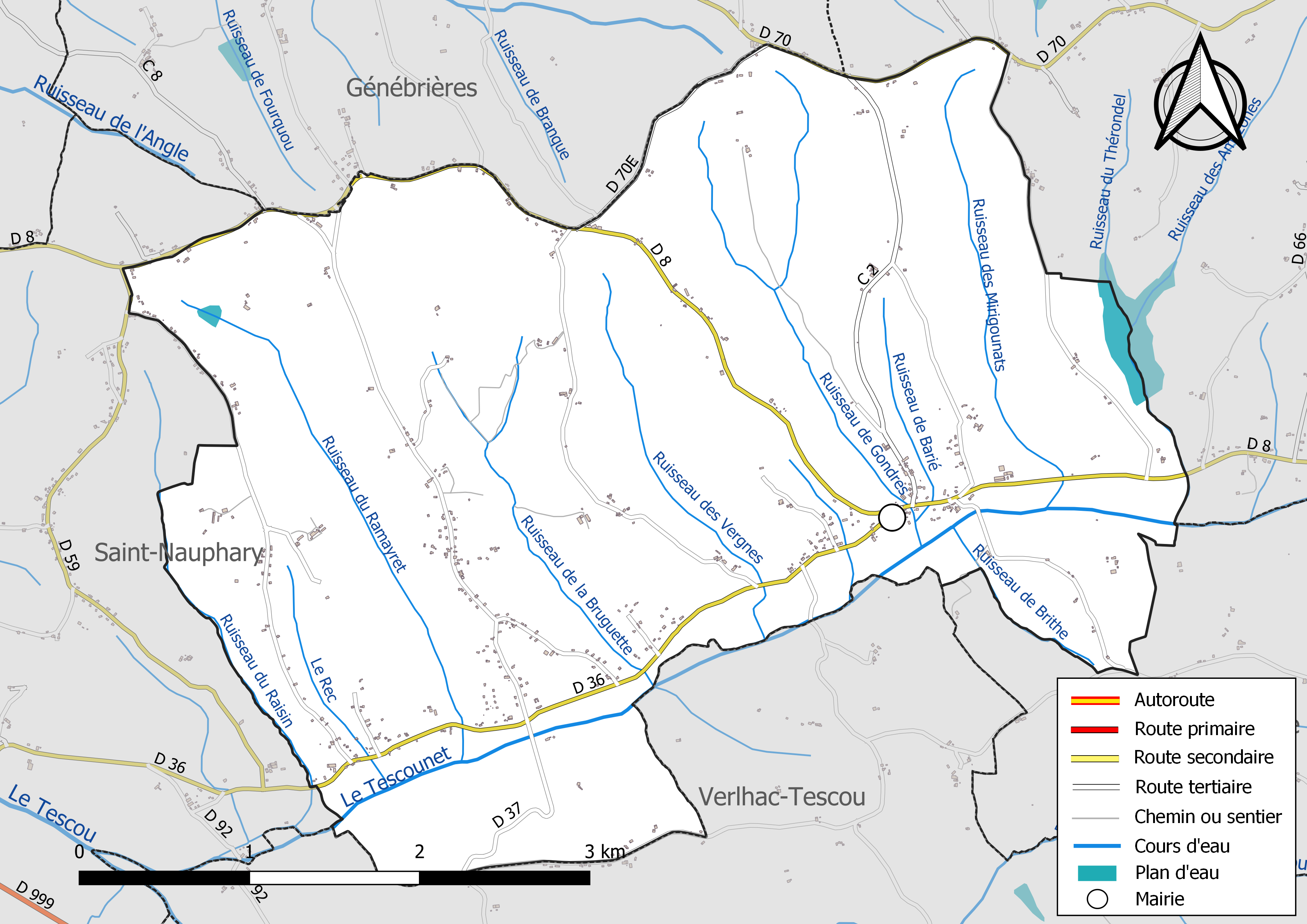
Réseaux hydrographique et routier de Salvetat-Belmontet.

La commune est dans le bassin versant de la Garonne, au sein du bassin hydrographique Adour-Garonne. Elle est drainée par le Tescounet, le Rec, le ruisseau de Barié, le ruisseau de Brithe, le ruisseau de Gondres, le ruisseau de la Bruguette, le ruisseau des Mirigounats, le ruisseau des Vergnes, le ruisseau du Raisin, le ruisseau du Ramayret, le ruisseau du Thérondel et par divers petits cours d'eau, constituant un réseau hydrographique de 28 km de longueur totale,.
Le Tescounet, d'une longueur totale de 21,7 km, prend sa source dans la commune de Salvagnac et s'écoule d'est en ouest. Il traverse la commune et se jette dans le Tescou à Saint-Nauphary, après avoir traversé 8 communes.

### Climat
Pour des articles plus généraux, voir Climat de l'Occitanie et Climat de Tarn-et-Garonne.
En 2010, le climat de la commune est de type climat du Bassin du Sud-Ouest, selon une étude du Centre national de la recherche scientifique s'appuyant sur une série de données couvrant la période 1971-2000. En 2020, Météo-France publie une typologie des climats de la France métropolitaine dans laquelle la commune est exposée à un climat océanique altéré et est dans la région climatique Aquitaine, Gascogne, caractérisée par une pluviométrie abondante au printemps, modérée en automne, un faible ensoleillement au printemps, un été chaud (19,5 °C), des vents faibles, des brouillards fréquents en automne et en hiver et des orages fréquents en été (15 à 20 jours).
Pour la période 1971-2000, la température annuelle moyenne est de 13,2 °C, avec une amplitude thermique annuelle de 16,1 °C. Le cumul annuel moyen de précipitations est de 766 mm, avec 10,8 jours de précipitations en janvier et 5,7 jours en juillet. Pour la période 1991-2020, la température moyenne annuelle observée sur la station météorologique de Météo-France la plus proche, « Bioule », sur la commune de Bioule à 14 km à vol d'oiseau, est de 13,9 °C et le cumul annuel moyen de précipitations est de 737,9 mm. 
La température maximale relevée sur cette station est de 41,9 °C, atteinte le 26 août 2010 ; la température minimale est de −15,1 °C, atteinte le 6 février 2012,,.
Les paramètres climatiques de la commune ont été estimés pour le milieu du siècle (2041-2070) selon différents scénarios d'émission de gaz à effet de serre à partir des nouvelles projections climatiques de référence DRIAS-2020. Ils sont consultables sur un site dédié publié par Météo-France en novembre 2022.

### Milieux naturels et biodiversité
Aucun espace naturel présentant un intérêt patrimonial n'est recensé sur la commune dans l'inventaire national du patrimoine naturel,,.

## Urbanisme

### Typologie
Au 1er janvier 2024, La Salvetat-Belmontet est catégorisée commune rurale à habitat dispersé, selon la nouvelle grille communale de densité à sept niveaux définie par l'Insee en 2022.
Elle est située hors unité urbaine. Par ailleurs la commune fait partie de l'aire d'attraction de Montauban, dont elle est une commune de la couronne,. Cette aire, qui regroupe 50 communes, est catégorisée dans les aires de 50 000 à moins de 200 000 habitants,.

### Hameaux et lieux-dits
Commune rurale et résidentielle. Son habitat est dispersé : trois villages : la Salvetat, Belmontet, Saint-Caprais.

### Voies de communication et transports
Accès avec les routes départementales D 36 et D 8.

## Histoire
La Salvetat-Majeuse / La Salvetat-Majosa (Salvetat a la même origine que sauveté)
Sanctus Petrus de Salivitate Majosa, prieuré régulier et conventuel, à la collation de l’abbé de Moissac ; la cure de son annexe Sainte-Fauste de Belmontet, à la prés. de l’évêque de Montauban.
L’alleu de Majuse et l’église de Saint-André, qui en était voisine, furent donnés, sous le roi Robert (996-1031), par Miron, abbé, et par un autre abbé du nom de Raymond, à Raymond I°, abbé de Moissac. Cependant l’évêque de Cahors donna à fief, en 1050, à Adhémar, vicomte de Toulouse et de Bruniquel, l’alleu de Majoure, portant 100 sols de rente. Dix ans après, Gausbert, abbé séculier de Moissac, donna en fief le même alleu au vicomte Adhémar ; ce qui fait supposer que, pendant ce temps, les évêques de Cahors l’avaient cédé à l’abbaye de Moissac. En 1074, Armand, son frère Adhémar, vicomte, et Pons, donnèrent à l’abbaye de Moissac le vin qu’ils percevaient chaque année dans l’alleu de Majzen. Dans son testament de l’an 1098, le vicomte Adhémar prescrivit à ses successeurs de ne plus réclamer de l’abbaye de Moissac les 50 sols de cens qu’il prélevait indûment sur l’alleu de Majuse. Le prieuré de La Salvetat fut attribué à l’abbaye de Moissac, par une transaction faite, en 1240, entre Raymond de Falgar, évêque de Toulouse, et Raymond de Montpezat, abbé de Moissac. Un autre abbé de ce monastère, Bertrand de Montaigut, donna à fief, le 18 mars 1264, la moitié de la seigneurie de La Salvetat et de toute la paroisse de Saint-Pierre de Majuze, sous la réserve de l’hommage et d’une rente annuelle d’un écu marabotin d’or. Le même abbé reçut en échange de l’abbé de Cluse les églises de Sainte-Marie de La Salvetat et de Sainte-Gabelle, contre le prieuré de Saint-Anastase, qu’il lui céda. Ratier de Lautrec, abbé de Moissac, concéda des coutumes, libertés et franchises aux habitants de La Salvetat, approuvées par Roger de Comminges, vicomte de Bruniquel, à cause des droits seigneuriaux qu’il avait sur ledit lieu, en vertu d’une transaction faite entre lui et Ratier de Lautrec le 1°" mars 1340. Les prieurs de La Salvetat servirent, jusqu’à la Révolution, à l’abbé de Moissac une rente de 3 francs d’or (3 livres 10 sols 6 deniers), qui avait été constituée par Bernard de Carmaing, prieur du même lieu, en faveur de ce monastère par un acte du 16 novembre 1484, passé devant Pellegry, notaire à Moissac. Au nombre de ces prieurs, nous citerons : Amaury de Senergues, en 1445 ; Aymery de Murat, en 1446 ; Bernard de Carmaing, en 1481 ; Pierre de Carmaing, en 1484 ; Bermond Séguier, en 1534 ; Pierre de Buisson, en 1605 ; Pierre de Massac, en 1656 ; Jean d’ Ouvrier, en 1675 ; Jean-Ange Touchard, en 1702 ; Jean Touchard, en 1714 ; Jean Puech de Fonblanc, en 1766.
L’église Saint-Pierre de La Salvetat était située primitivement sur les bords du Tescounet, au lieu qui porte encore le nom de Saint-Pierre. Elle fut détruite pendant les guerres de Religion, et les dépendances du prieuré furent illégitimement vendues en 1582. Réédifiée en 1622, avec les débris de l’ancienne église, puis restaurée et agrandie en 1817, elle fut enfin construite en 1860, dans le village même de la Salvetat, et fut bénite en 1862 par Mgr Doney évêque de Montauban.
Quoique le prieur de La Salvetat en fut en même temps seigneur, avec les vicomtes de Bruniquel, feudataires de l’abbaye de Moissac, il y eut dans la paroisse de ce lieu des seigneurs qualifiés, les uns de La Mothe-Majeuse, dont la résidence était au château de La Mothe, qui existe encore, les autres de La Salvetat. Ainsi Jean de Guillemy, fils d’Amaud de Guillemy, seigneur de Belmontet, était seigneur de La Mothe en 1495. François de Seguier, seigneur de La Gravière, de La Mothe-Majeuse, de Villaudric, et sénéchal de Quercy, rendit hommage pour la seigneurie de La Mothe lès La Salvetat, le 20 février 1568, devant Louis de Peyrusse, juge-mage de Cahors.
Cette Seigneurie fut vendue, en 1606, à Pierre de France par Raymond Tresvieux, bourgeois de Montauban, qui l’avait acquise, par actes des 2 mai 1588 et 28 mai 1589, de Pierre de Seguier, seigneur de Bouloc, gentilhomme ordinaire de la chambre du roi, moyennant une somme de 5 000 livres, destinée au paiement d’une dette contractée pour la rançon de François de Seguier, son père. Anne de France, fille d’Elie, seigneur de La Mothe-Majeuse, mariée avec Henri de Gironde, seigneur de La Tour, par contrat du 27 juillet 1689, transmit cette terre à la plus jeune de leurs trois filles, Marie de Gironde, dame de La Mothe, femme de Raymond-Philippe-André Forest de Fonbeauzard, marquis de Piquecos, mort à Montauban le 13 avril 1774. Marie de Gironde vivait encore en 1789, et fut représentée, comme dame de La Mothe, aux États de la sénéchaussée du Quercy tenus à Cahors. D’autre part, Guyon de Vignes prend le titre de seigneur de Labastide, de Belmontet et de La Salvetat, dans une reconnaissance reçue le 3 novembre 1619, par Salitot, notaire ; mais nous ignorons comment cette seigneurie, qui resta dans sa famille jusqu’à la Révolution, lui était advenue.
Belmontet (occitan bel : beau et montet : diminutif de mont.)
Sancta Fausta de Bello-Monte.
Il y avait deux églises dans la paroisse de Belmontet : l’une, dédiée à sainte Fauste, s’élevait dans le village même et a conservé la même patronne ; l’autre, dédiée à saint Cyrice, s’élevait non loin de ce lieu. Celle-ci est la même qui, sous le nom de Saint-Cirice de Caxarias, fut donnée, à la fin du XIe siècle, à l' abbaye de Saint-Théodard. L’église de Belmontet qui fut donnée, à la fin du siècle suivant, à l’abbaye de Moissac, devait être celle de Sainte-Fauste. Saint-Cyrice advint ensuite aux évêques de Cahors et fut enfin rendue à Saint-Théodard, le 18 août 1215, par Guillaume IV de Cardaillac, l’un d’eux.
Géraud V de Barasc, évêque de Cahors, l’unit aux églises de Saint-Martial, de Léojac, de Bellegarde et de Camguise, aux termes de ses lettres du mois de décembre 1246, par lesquelles il en conféra l’ administration à Pierre Darnrogat, prêtre, sa vie durant. Le bénéfice de Saint-Cyrice, appartenant au chapitre cathédral de Montauban, ayant été pillé par la gendarmerie de l’un et l’autre parti (ligueurs et royalistes) avant le 19 décembre 1595, son église disparut sans doute dans ces événements, car dès cette époque il n’est plus question que de Sainte-Fauste, devenue annexe de La Salvetat, et dont le curé était à la présentation de l’évêque de Montauban.
Le prieur de La Salvetat avait la seigneurie d’une partie du territoire de Belmontet. L’autre partie, qui appartenait, au XVe siècle, à Georges-Guillaume de Sauzin et à la famille de Guillemy, fut vendue, le 9 mars 1505, moyennant 9 200 livres tournois, à Arnaud de Vignes, seigneur de Labastide, par Bernard de Sauzin, seigneur de Bonrepos, et Antoine de Sauzin, son fils, par Léonarde de Guillemy, femme de Raymond de Morlhon, seigneur de Boisse, Agnès de Guillemy, femme de noble Martin, de Castelsarrasin, et Proysseta de Guillemy, femme de Jean de Caumont, d’Auvillar, toutes trois sœurs et héritières de Raymond de Guillemy, sacristain de la cathédrale de Montauban et prieur d’Islemade. Elle appartenait encore, au commencement du XVIIe siècle, à la famille de Vignes et advint ensuite à la maison de Castanet. M. Louis-Joseph Eugène de Boyer de Castanet, marquis de Tauriac, assista, comme seigneur de Belmontet, à l’assemblée des sénéchaussées du Quercy tenue à Cahors en 1789.

## Politique et administration

### Administration municipale
Le nombre d'habitants au recensement de 2011 étant compris entre 500 et 1 499 habitants, le nombre de membres du conseil municipal pour l'élection de 2014 est de quinze,.

### Rattachements administratifs et électoraux
Commune faisant partie de la communauté de communes du Quercy vert et du canton de Tarn-Tescou-Quercy vert (avant le redécoupage départemental de 2014, La Salvetat-Belmontet faisait partie de l'ex-canton de Monclar-de-Quercy).

### Liste des maires
| Période | Période  | Identité                     | Étiquette | Qualité |
| ------- | -------- | ---------------------------- | --------- | ------- |
| 1797    | 1818     | Jacques Malfre               |           |         |
| 1818    | 1824     | Marie Antoine Dupuy Montbrun |           |         |
| 1824    | 1837     | François Victor Rozières     |           |         |
| 1837    | 1860     | Antoine Py                   |           |         |
| 1860    | 1876     | Jean-Pierre Planes           |           |         |
| 1876    | 1881     | Pierre Emboulas              |           |         |
| 1881    | 1885     | Jean Chaubard                |           |         |
| 1885    | 1888     | Arnaud Amadieu               |           |         |
| 1888    | 1892     | François Raynal              |           |         |
| 1892    | 1897     | Jean-Paul Prébosc            |           |         |
| 1897    | 1912     | Pierre Sirac                 |           |         |
| 1912    | 1935     | François Lafon               |           |         |
| 1935    | 1948     | Fernand Bouzinhac            |           |         |
| 1948    | 1965     | Marius Sirac                 |           |         |
| 1965    | 2001     | Robert Hinard                |           |         |
| 2001    | En cours | Bernard Pezous               |           |         |

## Population et société

### Démographie
L'évolution du nombre d'habitants est connue à travers les recensements de la population effectués dans la commune depuis 1793. Pour les communes de moins de 10 000 habitants, une enquête de recensement portant sur toute la population est réalisée tous les cinq ans, les populations de référence des années intermédiaires étant quant à elles estimées par interpolation ou extrapolation. Pour la commune, le premier recensement exhaustif entrant dans le cadre du nouveau dispositif a été réalisé en 2006.

En 2022, la commune comptait 967 habitants, en évolution de +19,83 % par rapport à 2016 (Tarn-et-Garonne : +3,12 %, France hors Mayotte : +2,11 %).
| 1793 | 1800 | 1911 | 1921 | 1926 | 1931 | 1936 | 1946 | 1954 |
| ---- | ---- | ---- | ---- | ---- | ---- | ---- | ---- | ---- |
| 217  | 360  | 578  | 519  | 531  | 517  | 478  | 472  | 464  |

| 1962 | 1968 | 1975 | 1982 | 1990 | 1999 | 2006 | 2011 | 2016 |
| ---- | ---- | ---- | ---- | ---- | ---- | ---- | ---- | ---- |
| 444  | 392  | 378  | 451  | 502  | 514  | 557  | 704  | 807  |

| 2021 | 2022 | - | - | - | - | - | - | - |
| ---- | ---- | - | - | - | - | - | - | - |
| 931  | 967  | - | - | - | - | - | - | - |

| selon la population municipale des années : | 1968 | 1975 | 1982 | 1990 | 1999 | 2006 | 2009 | 2013 |
| Rang de la commune dans le département      | 99   | 102  | 78   | 83   | 85   | 85   | 83   | 69   |
| Nombre de communes du département           | 195  | 195  | 195  | 195  | 195  | 195  | 195  | 195  |

### Enseignement
La Salvetat-Belmontet fait partie de l'académie de Toulouse.
L'éducation est assurée par un regroupement pédagogique intercommunal de la maternelle au primaire. École élémentaire sur la commune et école maternelle à Verlhac-Tescou.

### Culture et festivités
Salle des fêtes, comité des fêtes, théâtre,

### Sports
- Tour du Tarn-et-Garonne, chasse, pétanque, judo, randonnée pédestre,

## Économie

### Revenus
En 2018, la commune compte 319 ménages fiscaux, regroupant 835 personnes. La médiane du revenu disponible par unité de consommation est de 22 330 € (20 140 € dans le département).

### Emploi
|                | 2008  | 2013   | 2018   |
| -------------- | ----- | ------ | ------ |
| Commune        | 6,7 % | 8,2 %  | 6,7 %  |
| Département    | 8,4 % | 10,2 % | 10,3 % |
| France entière | 8,3 % | 10 %   | 10 %   |

En 2018, la population âgée de 15 à 64 ans s'élève à 540 personnes, parmi lesquelles on compte 79,7 % d'actifs (73 % ayant un emploi et 6,7 % de chômeurs) et 20,3 % d'inactifs,. Depuis 2008, le taux de chômage communal (au sens du recensement) des 15-64 ans est inférieur à celui de la France et du département.
La commune fait partie de la couronne de l'aire d'attraction de Montauban, du fait qu'au moins 15 % des actifs travaillent dans le pôle,. Elle compte 89 emplois en 2018, contre 75 en 2013 et 72 en 2008. Le nombre d'actifs ayant un emploi résidant dans la commune est de 399, soit un indicateur de concentration d'emploi de 22,4 % et un taux d'activité parmi les 15 ans ou plus de 64,7 %.
Sur ces 399 actifs de 15 ans ou plus ayant un emploi, 70 travaillent dans la commune, soit 18 % des habitants. Pour se rendre au travail, 93,5 % des habitants utilisent un véhicule personnel ou de fonction à quatre roues, 0,3 % les transports en commun, 1,1 % s'y rendent en deux-roues, à vélo ou à pied et 5,2 % n'ont pas besoin de transport (travail au domicile).

### Activités hors agriculture

#### Secteurs d'activités
40 établissements sont implantés  à la Salvetat-Belmontet au 31 décembre 2019. Le tableau ci-dessous en détaille le nombre par secteur d'activité et compare les ratios avec ceux du département,.
| Secteur d'activité                                                                                        | Commune | Commune | Département |
| Secteur d'activité                                                                                        | Nombre  | %       | %           |
| --- | ------- | ------- | ----------- |
| Ensemble                                                                                                  | 40      |         |             |
| Industrie manufacturière, industries extractives et autres                                                | 3       | 7,5 %   | (9,6 %)     |
| Construction                                                                                              | 12      | 30 %    | (14,9 %)    |
| Commerce de gros et de détail, transports, hébergement et restauration                                    | 9       | 22,5 %  | (29,7 %)    |
| Activités financières et d'assurance                                                                      | 1       | 2,5 %   | (3,4 %)     |
| Activités immobilières                                                                                    | 1       | 2,5 %   | (3,3 %)     |
| Activités spécialisées, scientifiques et techniques et activités de services administratifs et de soutien | 9       | 22,5 %  | (14,1 %)    |
| Administration publique, enseignement, santé humaine et action sociale                                    | 2       | 5 %     | (13,6 %)    |
| Autres activités de services                                                                              | 3       | 7,5 %   | (9,3 %)     |

Le secteur de la construction est prépondérant sur la commune puisqu'il représente 30 % du nombre total d'établissements de la commune (12 sur les 40 entreprises implantées à La Salvetat-Belmontet), contre 14,9 % au niveau départemental.

#### Entreprises et commerces
Les deux entreprises ayant leur siège social sur le territoire communal qui génèrent le plus de chiffre d'affaires en 2020 sont : 
- Standing Auto, entretien et réparation de véhicules automobiles légers (1 823 k€)
- Bouissou Patrick, commerce de voitures et de véhicules automobiles légers (321 k€)

### Agriculture
La commune est dans le « Bas-Quercy de Montclar », une petite région agricole située dans l'est du département de Tarn-et-Garonne. En 2020, l'orientation technico-économique de l'agriculture  sur la commune est la polyculture et/ou le polyélevage. 
|               | 1988  | 2000  | 2010 | 2020 |
| ------------- | ----- | ----- | ---- | ---- |
| Exploitations | 55    | 47    | 31   | 25   |
| SAU (ha)      | 1 303 | 1 327 | 949  | 872  |

Le nombre d'exploitations agricoles en activité et ayant leur siège dans la commune est passé de 55 lors du recensement agricole de 1988  à 47 en 2000 puis à 31 en 2010 et enfin à 25 en 2020, soit une baisse de 55 % en 32 ans. Le même mouvement est observé à l'échelle du département qui a perdu pendant cette période 57 % de ses exploitations,. La surface agricole utilisée sur la commune a également diminué, passant de 1 303 ha en 1988 à 872 ha en 2020. Parallèlement la surface agricole utilisée moyenne par exploitation a augmenté, passant de 24 à 35 ha.

## Culture locale et patrimoine

### Lieux et monuments
On peut citer deux églises néogothiques et une chapelle (ou église) du XVIIe siècle, toutes trois récemment restaurées, des pigeonniers et des maisons paysannes.
- Église Saint-Caprais de Saint-Caprais. L'édifice est référencé dans la base Mérimée et à l'Inventaire général Région Occitanie[37].
- Église Sainte-Fauste de Belmontet.
- Église Saint-Pierre de La Salvetat-Belmontet. L'édifice est référencé dans la base Mérimée et à l'Inventaire général Région Occitanie[38].

### Personnalités liées à la commune
- Bernard Prosper Debia (1791-1876), peintre.
- Gabriel Bréfeil y construisit la mairie-école entre 1882 et 1884.

## Pour approfondir